# Iryna Burjačoková
Iryna Burjačoková, ukrajinsky Ірина Бурячок, Iryna Buŕjačok (* 5. července 1986) je ukrajinská profesionální tenistka. Ve své dosavadní kariéře vyhrála na okruhu WTA Tour jeden turnaj ve čtyřhře, když s ruskou hráčkou Valerií Solovjevovou triumfovala na červencovém Baku Cupu 2012. V rámci okruhu ITF získala do roku 2013 čtyři tituly ve dvouhře a dvanáct ve čtyřhře.
Na žebříčku WTA byla ve dvouhře nejvýše klasifikována v červnu 2010 na 183. místě a ve čtyřhře pak v červnu 2013 na 84. místě.
Do roku 2013 nenastoupila k žádnému utkání v ukrajinském fedcupovém týmu.

## Finálové účasti na turnajích WTA Tour
| Legenda                           |
| --------------------------------- |
| D – dvouhra; Č – čtyřhra          |
| Grand Slam (0)                    |
| WTA Tour Championships (0)        |
| Premier Mandatory & Premier 5 (0) |
| Premier (0)                       |
| International (1–1 Č)             |

### Čtyřhra: 2 (1–1)
| Stav       | Č. | Datum             | Turnaj            | Povrch | Spoluhráčka          | Soupeřky ve finále               | Výsledek |
| ---------- | -- | ----------------- | ----------------- | ------ | -------------------- | -------------------------------- | -------- |
| Vítězka    | 1. | 28. července 2012 | Baku, Ázerbájdžán | tvrdý  | Valerija Solovjovová | Eva Birnerová Alberta Briantiová | 6–3, 6–2 |
| Finalistka | 1. | 5. ledna 2013     | Šen-čen, ČLR      | tvrdý  | Valerija Solovjovová | Čan Chao-čching Čan Jung-žan     | 0-6, 5-7 |

## Finálové účasti na turnajích okruhu ITF
| Legenda okruhu ITF   |
| $100 000 tournaments |
| $75 000 tournaments  |
| $50 000 tournaments  |
| $25 000 tournaments  |
| $10 000 tournaments  |

### Dvouhra: 9 (3–6)
| Stav       | Č. | Datum             | Turnaj           | Povrch      | Soupeřka ve finále         | Výsledek           |
| ---------- | -- | ----------------- | ---------------- | ----------- | -------------------------- | ------------------ |
| Finalistka | 1. | 9. dubna 2005     | Ramat ha-Šaron 1 | tvrdý       | Iveta Gerlová              | 6–3, 4–6, 1–6      |
| Vítězka    | 2. | 30. dubna 2006    | Cavtat           | antuka      | Caroline Maesová           | 3–6, 6–4, 6–1      |
| Finalistka | 3. | 26. července 2008 | Charkov          | antuka      | Kristina Antonijčuková     | 3–6, 6–4, 1–6      |
| Finalistka | 4. | 14. září 2008     | Innsbruck        | antuka      | Evelyn Mayrová             | 1–6, 6–2, 1–6      |
| Vítězka    | 5. | 2. května 2009    | Brescia          | antuka      | Anna-Giulia Remondinová    | 6–3, 6–3           |
| Vítězka    | 6. | 14. června 2009   | Campobasso       | antuka      | Nathalie Vierinová         | 6–4, 6–4           |
| Finalistka | 7. | 27. září 2009     | Madrid           | tvrdý       | Sílvia Solerová Espinosová | 3–6, 4–6           |
| Finalistka | 8. | 14. března 2010   | Buchen           | koberec (h) | Romina Oprandiová          | 1–6, 3–6           |
| Finalistka | 9. | 25. září 2010     | Telavi           | antuka      | Melanie Klaffnerová        | 6–3, 0–6, 0–3skreč |

### Čtyřhra: 21 (10–11)
| Stav       | Č.  | Datum             | Turnaj           | Povrch      | Spoluhráčka             | Soupeřky ve finále                         | Výsledek            |
| ---------- | --- | ----------------- | ---------------- | ----------- | ----------------------- | ------------------------------------------ | ------------------- |
| Finalistka | 1.  | 6. června 2004    | Istanbul 2       | tvrdý       | Aleksandra Kostikovová  | Tatia Mikadzeová Nana Urotadzeová          | 1–6, 2–6            |
| Finalistka | 2.  | 6. února 2005     | Vale do Lobo     | tvrdý       | Olga Panovová           | Mădălina Gojneová Gabriela Niculescuová    | 3–6, 4–6            |
| Vítězka    | 3.  | 20. února 2005    | Portimão         | tvrdý       | Olga Panovová           | Anaïs Laurendonová Linda Smoleňáková       | 6–4, 6–2            |
| Vítězka    | 4.  | 9. dubna 2005     | Ramat ha-Šaron 1 | tvrdý       | Charlène Vannesteová    | Jessie De Vriesová Pemra Özgenová          | 6–1, 6–2            |
| Finalistka | 5.  | 8. května 2005    | Antalya 1        | antuka      | Olga Panovová           | Gabriela Niculescuová Monica Niculescuová  | 3–6, 4–6            |
| Finalistka | 6.  | 17. července 2005 | Istanbul         | tvrdý       | Vasilisa Davidovová     | Pemra Özgenová Gabriela Velasco-Andreu     | 2–6, 3–6            |
| Finalistka | 7.  | 18. května 2007   | Caserta          | antuka      | Varvara Galaninová      | Lisa Sabinová Andrea Sievekeová            | 6–7(4), 2–6         |
| Finalistka | 8.  | 20. července 2007 | Řím              | antuka      | Patricia Mayrová        | Chan Chin-wei Tetiana Lužanská             | 3–6, 1–6            |
| Finalistka | 9.  | 9. srpna 2007     | Jesi             | koberec     | Alice Balducciová       | Melisa Cabrera-Handt Carolina Gago-Fuentes | 5–7, 6–4, 4–6       |
| Finalistka | 10. | 11. července 2008 | Řím              | antuka      | Patricia Mayrová        | Irina Kuzminová Oxana Ljubcovová           | 4–6, 6–4, [7–10]    |
| Finalistka | 11. | 17. srpna 2008    | Penza            | antuka      | Nikola Fraňková         | Xenia Palkinová Sofia Šapatavová           | 4–6, 4–6            |
| Vítězka    | 12. | 13. září 2008     | Innsbruck        | antuka      | Oxana Kalašnikovová     | Conny Perrinová Nicole Rinerová            | 3–6, 6–3, [10–7]    |
| Vítězka    | 13. | 24. dubna 2009    | Bari             | antuka      | Renata Voráčová         | Johanna Larssonová Anna Smithová           | 5–7, 6–2, [10–5]    |
| Vítězka    | 14. | 1. května 2009    | Brescia          | antuka      | Marlot Meddensová       | Elena Pioppová Lisa Sabinová               | 6–4, 2–6, [14–12]   |
| Vítězka    | 15. | 18. července 2009 | Buča             | antuka      | Oxana Těpljakovová      | Jevgenija Paškovová Anastasija Vasiljevová | 6–4, 6–4            |
| Finalistka | 16. | 24. července 2009 | Charkov          | antuka      | Kristina Antonijčuková  | Monique Adamczaková Nicole Krizová         | 3–6, 6–7(4)         |
| Vítězka    | 17. | 15. srpna 2009    | Innsbruck        | antuka      | Julia Mayrová           | Chloé Babetová Valentine Confalonieriová   | 6–1, 6–7(2), [10–8] |
| Vítězka    | 18. | 14. března 2010   | Buchen           | koberec (h) | Amra Sadikovićová       | Simona Dobrá Tereza Hladíková              | 7–5, 6–3            |
| Finalistka | 19. | 9. dubna 2010     | Civitavecchia    | antuka      | Maret Aniová            | Darja Kustovová Renata Voráčová            | 5–7, 5–7            |
| Vítězka    | 20. | 23. dubna 2010    | Bari             | antuka      | Anastasija Pivovarovová | Giulia Gatt-Monticone Federica Querciová   | 6–7(3), 6–4, [10–4] |
| Vítězka    | 21. | 5. června 2010    | Sarajevo         | antuka      | Irena Pavlovicová       | Nicole Clericová Karolina Kosińská         | 6–1, 6–1            |